# Aloys Herrmann
Aloys Herrmann (* 27. November 1898 in Bildstock; † 16. Oktober 1953 in Baden-Baden) war ein deutscher Mathematiker und Hochschullehrer an der Universität des Saarlandes in Saarbrücken.

## Leben
Nach dem Abitur 1917 an der Oberrealschule in Saarbrücken studierte Herrmann Mathematik an der Universität Bonn. Nach einem Militärdienst von Juni bis Dezember 1918 setzte er sein Studium an der Universität Marburg fort. 1924 promovierte er dort bei Kurt Hensel mit dem Thema Über die Primteilzerlegung im Kummerschen Zahlkörper sechsten Grades. Anschließend arbeitete er 1925 am Polytechnikum Köthen als wissenschaftlicher Assistent am Mathematischen Seminar und ab 1927 auch als Dozent für Mathematik. An der Ingenieursschule nahm er 1939 eine Lehrstuhlvertretung an und wurde 1941 zum Professor berufen.
Zwischen 1935 und 1945 war er außerdem freier Mitarbeiter der Junkerswerke Dessau. 1946 widmete er sich im Centre Technique de Wasserburg der Luftfahrtforschung, 1947 wechselte er zum französischen Luftfahrtforschungsunternehmen ONERA in Paris. Im Jahr 1949 gab er diese Stelle zugunsten einer Berufung zum Professor für Mathematik an der Universität des Saarlandes auf. Hier war er einer der Gründungsprofessoren des Mathematischen Instituts.
Herrmann war seit 1927 mit Maria Theresia Georgina Freiin von Graes zu Diepenbrock verheiratet und hatte zwei Söhne.

## Schriften
- Das Delische Problem: Die Verdoppelung des Würfels. B. G. Teubner, Leipzig, 1927
- Ueber die Primteilerzerlegung im Kummerschen Zahlkörper sechsten Grades, Marburg, 1924